# 벳푸-시마바라 지구대

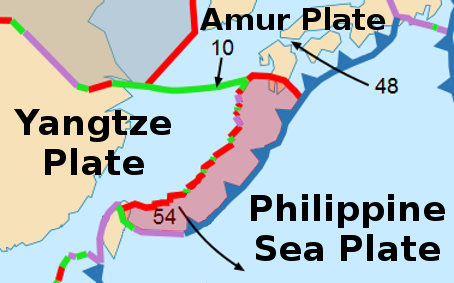
오키나와 해곡의 위치

벳푸-시마바라 지구대(일본어: 別府‐島原地溝帯 べっぷ-しまばらちこうたい[*])는 일본 규슈의 벳푸만과 시마바라반도를 북동-남서 주향으로 잇는 지구대이다. 지구대가 지나는 규슈 중부에는 아소산, 운젠산 등 많은 활화산과 정단층성 활성단층이 존재하며 천발 지진이 활발하다. 지구대의 남쪽은 주오 구조선의 서부 연장이며 이 지구대에 의해 규슈는 남-북으로 확장되고 있으며, 오키나와 해곡의 복동쪽 연장인 것으로 생각된다.

## 응력 구조
일본 남서부 지역(큐슈, 시코쿠, 남서 혼슈)은 지질학적으로 난카이곡분의 서쪽이자 류큐해구의 북단에 해당된다. 큐슈 전반에 걸쳐 동북동~북동 내지 동-서 방향의 최대수평응력과 북북서~북서 내지 남-북 방향의 최소수평응력이 분포하며, 정이동성 응력환경이 우세한 것으로 보고되고 있다. 이는 다양한 방향성을 보이는 이 지역의 활성단층들의 운동양상과도 잘 부합하는데, 큐슈중앙부를 따라 동북동 내지 북동으로 배열된 구조선들은 대부분 정단층(Beppu-Shimabara Graben) 또는 우수향 주향이동단층으로 운동 중이며, 북북동~북북서로 배열된 구조선(Kagoshima Graben)들은 좌수향 주향이동단층 또는 역단층이 우세하다. 이러한 양상은 측지학적 연구결과와도 잘 부합한다. 
역사지진 연구결과, 일반적으로 큐슈 남부 연안에는 역단층 운동에 의한 지진이우세한 반면, 큐슈 중앙부의 벳푸-시마바라 지구대(Beppu-Shimabara Graben)를 따라서는 정단층 운동과 주향 이동 단층성 운동에 의한 지진이 우세한 것으로 관찰된다. 이상과 같은 일본 남서부 큐슈 지역의 지각변형, 지진, 현생 응력장 발달 특성은 현재 필리핀해판 섭입대의 배호 지역 내에서 배호 확장이 발생되고 있음을 지시하며, 이는 일본 남서부를 따라 비교적 고각으로 섭입 중인 필리핀해판 섭입대의 영향으로 해석된다. 또한 이러한 해석은 최근의 구마모토 지진 분석결과에 의해서도 지지되는데, 2016년 4월 15일 발생한 규모 7.3의 이 지진은 주오 구조선을 따라 분포하는 N46°E/84NW의 단층면을 따라 발생한 우수향 주향이동단층운동에 의해 발생한 천발지진으로 보고되었다.

## 같이 보기
- 후타가와·히나구 단층대 (2016년 구마모토 지진)[13][14]